# Dzeržinsk (Russia)
Dzeržinsk è una città della Russia europea centro-orientale, situata nella parte occidentale dell'oblast' di Nižnij Novgorod sul fiume Oka. È il centro amministrativo del circondario urbano della città di Dzeržinsk (городской округ город Дзержинск, già Dzeržinskij rajon).

## Storia
Anticamente si chiamava Rastiapino. Nel 1929 fu rinominata Dzeržinsk in onore di Feliks Dzeržinskij, rivoluzionario sovietico, fondatore e primo capo della polizia segreta Čeka. 
La città è un importante centro di industria chimica, con pesanti ripercussioni sull'inquinamento. Nel 2013 era inserita nella lista dei dieci siti più inquinati al mondo.